# Nhà thờ Thánh Stephen ở Piešťany
Nhà thờ Thánh Stephen ở Piešťany (tiếng Slovakia: Kostol svätého Štefana v Piešťany) là một nhà thờ giáo xứ được thiết kế theo trường phái cổ điển, tọa lạc ở thành phố Piešťany, vùng Trnava, Slovakia. Vào ngày 17 tháng 9 năm 1963, nhà thờ này được ghi danh vào Danh sách Di tích Trung ương theo quyết định của Bộ Văn hóa Cộng hòa Slovakia.

## Lịch sử
Nhà thờ Thánh Stephen ở Piešťany được Bá tước František Erdődy khởi công xây dựng vào năm 1828, hoàn thành vào năm 1831 và được thánh hiến vào năm 1832. Nhà thờ là một tòa nhà với không gian theo chiều dọc đơn giản. Nhà thờ có mái vòm theo kiểu Phổ và một cửa vòm hình bầu dục, bên ngoài thiết kế các cánh quạt xếp nếp.
Bàn thờ chính được thực hiện ở Viên. Bức tranh Thánh Stephen trên bàn thờ chính là tác phẩm của Ziegler. Ở các bàn thờ bên cạnh chỉ còn lại hai tác phẩm điêu khắc là tượng Đức Mẹ Đồng trinh Sầu bi và tượng Thánh Joseph. Kính màu được làm theo thiết kế của Janko Alexy vào năm 1950.
Vào ngày 18 tháng 3 năm 2005, một cây thánh giá dài 213 cm, nặng 70 kg mạ vàng 24 carat đã được lắp trên nhà thờ. Đây là tác phẩm của thợ rèn nghệ thuật Juraj Šulek.